# Бюрт, Андрэ
Андре Бюрт д’Аннеле (фр. André Burthe d’Annelet; 1772—1830) — французский военный деятель, бригадный генерал (1810 год), барон (1808 год), участник революционных и наполеоновских войн.

## Биография
Родился в семье ирландских беженцев. Его отец был купцом. Начал службу 6 апреля 1791 года во 2-м драгунском полку. Отличившись 18 марта 1793 года в сражении у Неервиндена, он производится в лейтенанты 10-го драгунского полка. За успешные действия в составе Итальянской армии Бонапарта в сентябре 1796 года получает звание капитана. 15 октября 1798 года становится адъютантом генерала Массена в составе Гельветической армии. 10 июня 1799 года производится в командиры эскадрона прямо на поле боя у Цюриха, и в январе 1800 года переводится с Массеной в Италию. Участвует в обороне Генуи, 20 апреля дважды ранен мушкетными пулями. 4 июня 1800 года он привозит Первому консулу захваченные вражеские знамёна, и 14 июля получает чин полковника штаба. В 1803 году он отправляется в Луизиану с администратором Пьером-Клеманом де Лосса и со своим кузеном Домиником-Франсуа Бюртом.
Вернувшись во Францию получает в своё командование с 1 февраля 1805 года 4-й гусарский полк. В составе лёгкой кавалерии 1-го корпуса Великой Армии участвует в Австрийской, Прусской и Польской кампаниях. В 1808 году с полком переводится на Пиренейский полуостров. 30 декабря 1810 года производится в бригадные генералы. В мае 1812 года возглавил 8-ю бригаду лёгкой кавалерии 2-й дивизии 2-го кавалерийского корпуса. Участвовал в Русской кампании. Ранен в Бородинском сражении, 15 ноября при отступлении французов из России попал в плен.
Вернулся на родину 21 июля 1814 года. В период «Ста дней» с 15 мая командовал 1-й бригадой 9-й дивизии 2-го кавалерийского корпуса Северной армии. 16 июня 1815 года сражался при Флёрюсе. После второй реставрации Бурбонов в сентябре 1815 года был уволен из армии.
Умер 2 апреля 1830 года в Париже. Похоронен на кладбище Пер-Лашез. Имя генерала выбито на Триумфальной арке в Париже.

## Воинские звания
- Лейтенант (18 марта 1793 года);
- Капитан (сентябрь 1796 года);
- Командир эскадрона (10 июня 1799 года);
- Полковник штаба (14 июля 1800 года);
- Бригадный генерал (30 декабря 1810 года).

## Титулы

- Барон д’Аннеле и Империи (фр. baron d’Annelet et de l'Empire; декрет от 19 марта 1808 года, патент подтверждён 5 октября 1808 года в Эрфурте)[1].

## Награды
Легионер ордена Почётного легиона (14 июня 1804 года)
 Офицер ордена Почётного легиона (21 июня 1804 года)
 Коммандан ордена Почётного легиона (25 декабря 1805 года)